# Acarozumia amaliae
Acarozumia amaliae är en stekelart som först beskrevs av Henri Saussure 1869.  Acarozumia amaliae ingår i släktet Acarozumia och familjen Eumenidae. Inga underarter finns listade i Catalogue of Life.